# Unilatero
Il termine unilatero si riferisce ad un segnale o ad una funzione.
Una funzione
{\displaystyle f:\mathbb {R} \to \mathbb {R} }
è unilatera quando {\displaystyle f(x)=0} per ogni {\displaystyle x<0}. 
Il risultato del prodotto di una qualsiasi funzione con la funzione gradino di Heaviside è una funzione unilatera.